# Maximilian Eggestein
Maximilian "Max" Eggestein (Hanôver, 8 de dezembro de 1996) é um futebolista alemão que atua como meio-campista. Atualmente joga no Freiburg.
É irmão do atacante Johannes Eggestein.

## Carreira
Iniciou a carreira no próprio Werder Bremen, em 2014. No dia 29 de novembro daquele ano, contra o Paderborn, fez sua estreia na Bundesliga ao substituir o meia Levent Ayçiçek. Na ocasião, o Werder venceu por 4 a 0 em casa.